# Minehead
Minehead este un oraș în comitatul Somerset, regiunea South West, Anglia. Orașul se află în districtul West Somerset.